# Marcin Obroniecki
Marcin Tadeusz Obroniecki (ur. 12 stycznia 1988) – polski ekonomista, menedżer oraz urzędnik państwowy, w latach 2020–2023 prezes Polskiej Agencji Nadzoru Audytowego.

## Życiorys
Absolwent Sciences Po w Paryżu oraz Szkoły Głównej Handlowej w Warszawie na kierunku finanse i rachunkowość w ramach programu podwójnego dyplomu. Doktorant w Akademii Leona Koźmińskiego w Warszawie na kierunku ekonomia.
W latach 2012–2015 pracownik Banku Zachodniego WBK. Następnie w 2015 wspólnik i członek zarządu w spółce z sektora energetycznego Dobry Prąd sp. z o.o. W latach 2015–2016 doradca w Ministerstwie Rozwoju. W latach 2016–2020 zastępca dyrektora Departamentu Rozwoju Rynku Finansowego w Ministerstwie Finansów. W latach 2016–2018 wiceprzewodniczący rady nadzorczej Krajowego Funduszu Kapitałowego. W latach 2018–2019 przedstawiciel Ministra Finansów w Komisji Nadzoru Finansowego.
Od stycznia 2020 pracownik Polskiej Agencji Nadzoru Audytowego. 10 marca tego samego roku powołany na pierwszego w jej historii prezesa. Zrezygnował w listopadzie 2023. 
Od 2024 członek zarządu firmy audytorskiej Monte Vero Audit and Advisory sp. z o.o.
Autor i współautor publikacji naukowych z dziedziny działalności inwestycyjnej państwowych funduszy majątkowych.